# Dödliga autonoma vapensystem

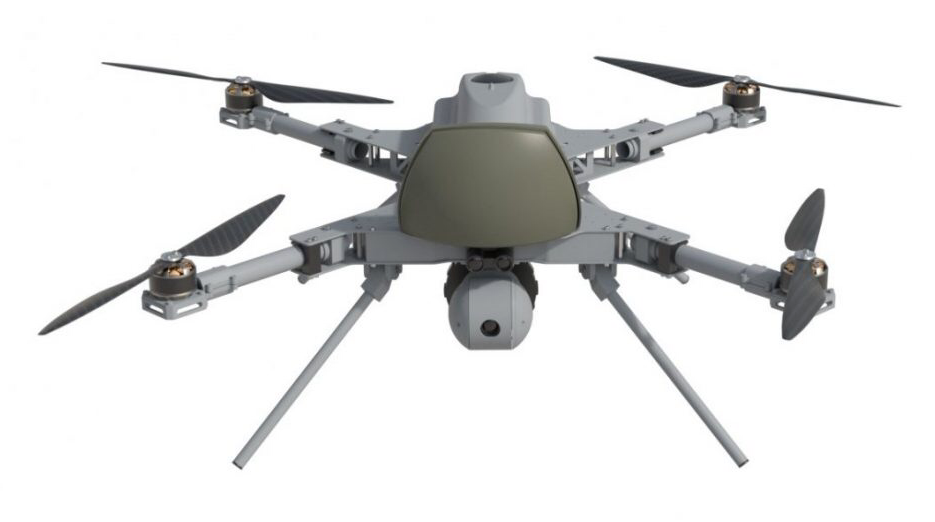
En STM Kargu-drönare

Dödliga autonoma vapensystem (eng: Lethal Autonomous Weapons, eller LAWs) är en typ av militär drönare eller militära robotar som är autonoma i det att de självständigt kan söka efter och engagera mål baserat på programmerade begränsningar och beskrivningar.
LAWs kan verka i luften, på land, på vattnet, under vattnet eller i rymden.

## Definition
År 2025 finns det inte en gemensam definition av dödliga autonoma vapensystem.
FN har definierat LAWs som vapen utan mänsklig övervakning som väljer, lokaliserar och attackerar mål, där vapnet tillåts att fungera obevakat under specifika tidsperioder.

## Debatt
Möjligheten att utveckla dödliga autonoma vapen har gett upphov till omfattande debatt.
Gruppen Campaign to Stop Killer Robots bildades 2013. I juli 2015 undertecknade över 1 000 experter inom artificiell intelligens ett brev där de varnade för hotet om ett AI-drivet kapprustningsrace och uppmanade till ett förbud mot autonoma vapen. Däribland Stephen Hawking, Steve Wozniak, Noam Chomsky, Elon Musk, Skype-medgrundaren Jaan Tallinn och Google DeepMind-medgrundaren Demis Hassabis.